# 햘마르와 잉게보르그

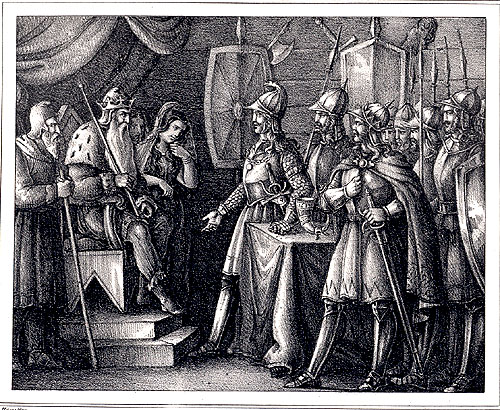
잉게보르그에게 청혼하는 햘마르

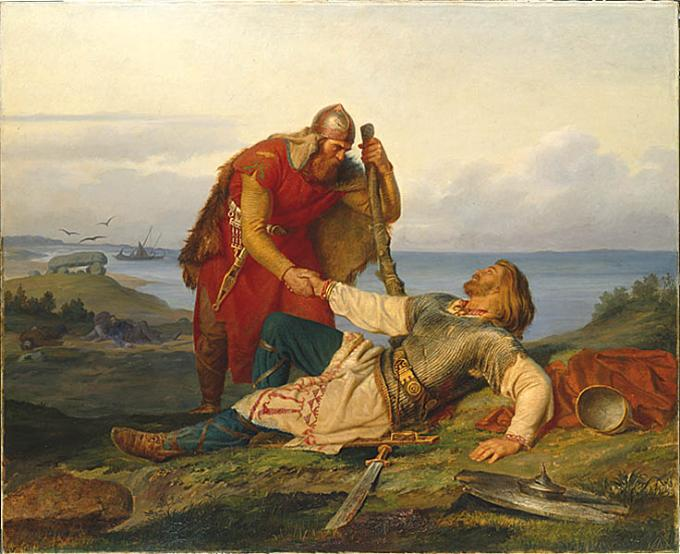
죽어가면서 오르바르오드에게 유언을 남기는 햘마르.

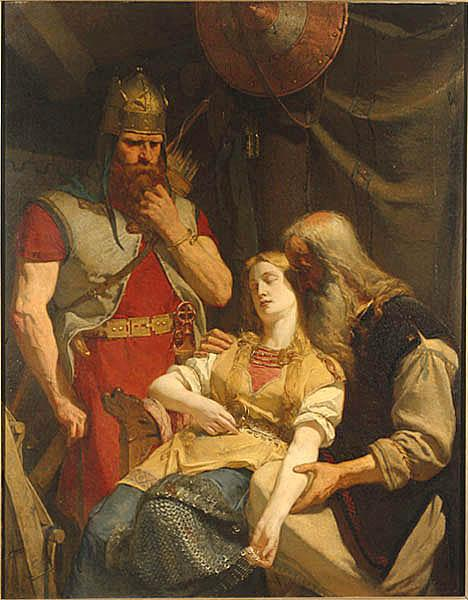
오르바르오드에게 햘마르의 부고를 전해듣고 쓰러져 죽은 잉게보르그.

햘마르(고대 노르드어: Hjálmarr)와 잉게보르그(고대 노르드어: Ingeborg)는 스웨덴 전설에 나오는 남녀 한 쌍이다.
햘마르는 감라웁살라에 소재한 스웨덴의 왕 윙그비의 후스카를로, 왕의 딸 잉게보르그와 사랑에 빠진다. 그러나 왕은 딸이 일개 호위무사가 아닌 보다 훌륭한 가계의 남자와 결혼하기를 바랬기에 양자의 결혼을 허하지 않았다.
한편 햘마르는 용맹한 전사로서 상당한 명성을 가지고 있었기에 이웃나라 노르웨이의 영웅 오르바르오드가 그와 겨루어 보겠다고 찾아왔다. 이때 오르바르오드는 배 다섯 척을 거느리고 있었고 햘마르는 열다섯 척을 거느리고 있었다. 햘마르는 이것이 불공평하다고 여겨 자신의 배 중 열 척을 물렸다. 양자는 이틀 밤낮으로 피튀기는 싸움을 벌였지만 무승부로 끝났다. 두 전사는 서로의 실력이 동등하다는 것을 깨닫고 의형제를 맺기로 했다. 오르바르오드는 햘마르를 웁살라까지 바래다 주었다가 햘마르와 잉게보르그 사이의 감정을 눈치채고 그에게 구애를 도와주겠다고 제안했다. 그러나 햘마르는 이를 거절하고 자신이 인정할 수 있을 만큼 왕녀에게 어울리는 남자가 나타날 때까지 인내하겠다고 했다.
웁살라 남쪽의 볼름쇠에는 아른그림과 그 열두 아들이 살았는데 이 13부자는 모두 악명높은 베르세르크로 공포의 대상이 되었다. 아른그림의 아들 12형제 중 첫째가 가장 키가 컸는데 그 이름이 앙간튀르였다. 아른그림은 앙간튀르를 총애하여, 가르다리키의 왕 스바프를라미를 죽이고 빼앗은 마검(한번 뽑으면 사람을 죽이지 않으면 칼집에 넣을 수 없다) 티르핑을 앙간튀르에게 주었다. 아른그림의 둘째아들은 효르바르드(Hjǫrvard)라고 했는데, 어느 해 율(성탄절 시기에 해당하는 게르만족의 세시) 날 아른그림 가족이 각자 새해 계획을 논하는 자리에서 효르바르드는 웁살라의 잉게보르그 왕녀와 결혼할 것이라고 선언했다.
이듬해 봄이 되자 아른그림의 아들 12형제가 웁살라에 와서 효르바르드가 잉게보르그에게 청혼했다. 그러나 햘마르는 효르바르드가 잉게보르그에게 어울리지 않는다고 생각하고 미친 광전사보다는 차라리 자신이 신랑감으로 적합하다고 나섰다. 자기 궁전에 베르세르크가 열두 명이나 들어찬 상황이 마음에 들지 않은 왕은 두 사내가 모두 뛰어나 자신이 판단할 수 없으니 잉게보르그가 직접 선택하라고 했다. 당연히 잉게보르그는 햘마르를 선택했고 바람맞은 효르바르드는 햘마르에게 결투를 신청하고, 만일 받아들이지 않으면 그는 니딩그(명예실추자)가 될 것이라고 했다.
약속된 날 햘마르와 그 의형제 오르바르오드는 약속 장소인 삼쇠섬 남안 무나르바그에 도착했다. 둘은 적수들을 찾았지만 그들에게 살해당한 선원들의 시체만 발견했을 뿐이었다. 오르바르오드는 숲 속으로 들어가 커다란 몽둥이를 깎아 왔다(삭소 그라마티쿠스의 기록에서는 배의 방향타를 무기로 삼았다고 한다). 두 의형제는 효르바르드 12형제를 찾아 섬을 뒤지고 다녔다.
이후 두 세력이 마주하자 장남 앙간튀르는 마검 티르핑을 들고 둘 중 한 명이 자신과 붙고 나머지 한 명은 효르바르드 외 열한 명 중 한 명과 붙으라고 했다. 오르바르오드는 아무것도 뚫을 수 없는 비단저고리(고대 노르드어: skyrta 스퀴르타)를 입고 있었기에 자신이 앙간튀르와 붙겠다고 했다. 그러나 이 사실을 몰랐던 햘마르는 의형제가 자신보다 더 영광스러운 위업을 세우려 하는 것이라 비난했다. 앙간튀르는 자신이 마검을 들면 자기 형제 세 명 분의 몫을 한다고 했지만 햘마르는 개의치 않고 자신의 쇄자갑이 충분한 방호력을 제공할 것이라 생각하고 앙간튀르와 붙겠다고 나섰다. 오르바르오드는 어리석은 짓이라며 햘마르를 말렸지만 그는 듣지 않았다.
오르바르오드는 순식간에 효르바르드와 그 동생 열 명을 쓰러뜨렸고, 이후 햘마르와 앙간튀르가 싸울 차례가 되었다. 햘마르는 앙간튀르를 죽였지만 자신도 마검 티르핑에 치명상을 입고 죽었다. 오르바르오드는 흙무덤을 파서 앙간튀르 12형제와 티르핑을 거기다 묻었고 햘마르의 시체를 갖고 웁살라로 돌아갔다. 오늘날의 시그투나에서 기다리던 잉게보르그는 오드바르오드에게 햘마르의 죽음을 전해듣고 자신도 쓰러져 죽었고 햘마르와 한 무덤에 묻혔다.
한편 마검 티르핑은 이때 영원히 봉인되지 않고 수 년 뒤 앙간튀르의 딸 헤르보르에 의해 도굴되어 이야기가 계속된다.

## 참고 자료
- Boer, Richard Constant, 편집. (1888). Ǫrvar-Odds saga. E.J. Brill. – critical edition
- Kershaw, Nora (1921). Stories and Ballads of the Far Past. Cambridge University Press.
  - The Saga of Hervör and Heithrek, pp. 79-, 
—translation of the composite version edited by Niels Matthias Petersen, that heavily uses the later H text.
  - "Appendix to Part I: The combat at Samsø and Hjalmar's Death Song" pp. 144-
—The detailed passage on the battle of Angantyr vs. Hjalmar, taken from the older R text (Gks 2845 4to) is in the appendix.
  - The Faroese Ballad of Hjalmar and Angantyr, pp. 182-
  - The Danish Ballad of Angelfyr and Helmer, pp. 186-
- Edwards, Paul; Pálsson, Hermann (1970). Arrow-Odd: a medieval novel. New York University Press.
- Leslie, Helen F. (2012). The Prose Contexts of Eddic Poetry: Primarily in the Fornaldarsǫgur (학위논문). University of Bergen. 384-395쪽.
- 이 문서에는 1904년에서 1926년 사이에 발행된 퍼블릭 도메인 스웨덴 백과사전 Nordisk familjebok의 Owl 판의 내용을 기초로 작성된 글이 포함되어 있습니다.